# Euridika I. Makedonska

Euridika I. (grčki Εὐρυδίκη) bila je kraljica Makedonije kao supruga kralja Aminte III. Imala je ulogu u politici te su svi njezini sinovi postali kraljevi. Plutarh ju je opisao kao ženu koja je dobro odgojila svoju djecu.

## Etimologija
Euridičino ime znači "široka pravda". Jedna mitološka žena također se zvala Euridika, a bila je supruga Orfeja.

## Biografija
Euridika je rođena 410. – 404. pr. Kr. Najvjerojatnije je rođena 407. pr. Kr. Njezin se otac zvao Siras.
Oko 390. pr. Kr., Aminta, kralj Makedonije, oženio je Euridiku. Imao je još jednu ženu, Gigaeju, s kojom je imao sina Menelaja. Međutim, Euridika je bila dominantna. Ona je imala trojicu sinova i jednu kćer:
- Aleksandar II.
- Perdika III.
- Filip II.
- Eurinoa

Euridika je bila obrazovana, ali je njezin život bio kontroverzan. Htjela je ubiti svoga muža, što je Eurinoma njemu dojavila, a on je poštedio Euridiku zbog djece.
Nakon što je Aminta umro, naslijedio ga je Aleksandar. Ubio ga je Ptolemej od Alorosa. Za njega se Euridika udala. Perdika je ubio Ptolemeja i preuzeo prijestolje. Nakon njega je vladao Filip.

## Obitelj
Euridika je bila baka Aminte IV., Tesalonike, Aleksandra Velikog, Kleopatre, Filipa III. Bila je prabaka Euridike II.
Kipovi Euridike, njezina muža, njezina sina Filipa, snahe Olimpije te unuka Aleksandra bili su postavljeni u Olimpiji.

## Grobnica
Euridičina je grobnica otkrivena 1987. od strane Manolisa Andronikosa. Opljačkana je 2001.